# Wikia Search
A Wikia Search egy nyílt forráskódú keresőmotor volt, mely a Wikia része (eredetileg Wikicities), melyet maga Jimmy Wales és Angela Beesley hozott létre. Az alfa verzió 2008. január 8-án készült el. A projekt 2009. március 31-ével lezárult, az alapítók nem folytatják tovább a fejlesztést
A keresőmotor találati listája három területet foglalt magában: webes keresőmotor, hálózati szerviz, wiki (úgynevezett szócikkek).
Jimmy Wales szerint elképzelhető, hogy később valamilyen formában foglalkoznak a kereső továbbfejlesztésével, de a jelenlegi gazdasági környezetben ez nem éri meg.